# Liriope muscari
Liriope muscari là một loài thực vật có hoa trong họ Măng tây. Loài này được (Decne.) L.H.Bailey mô tả khoa học đầu tiên năm 1929.

## Hình ảnh

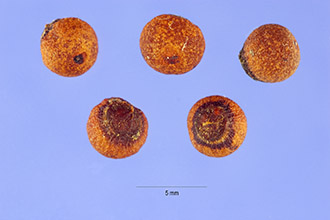
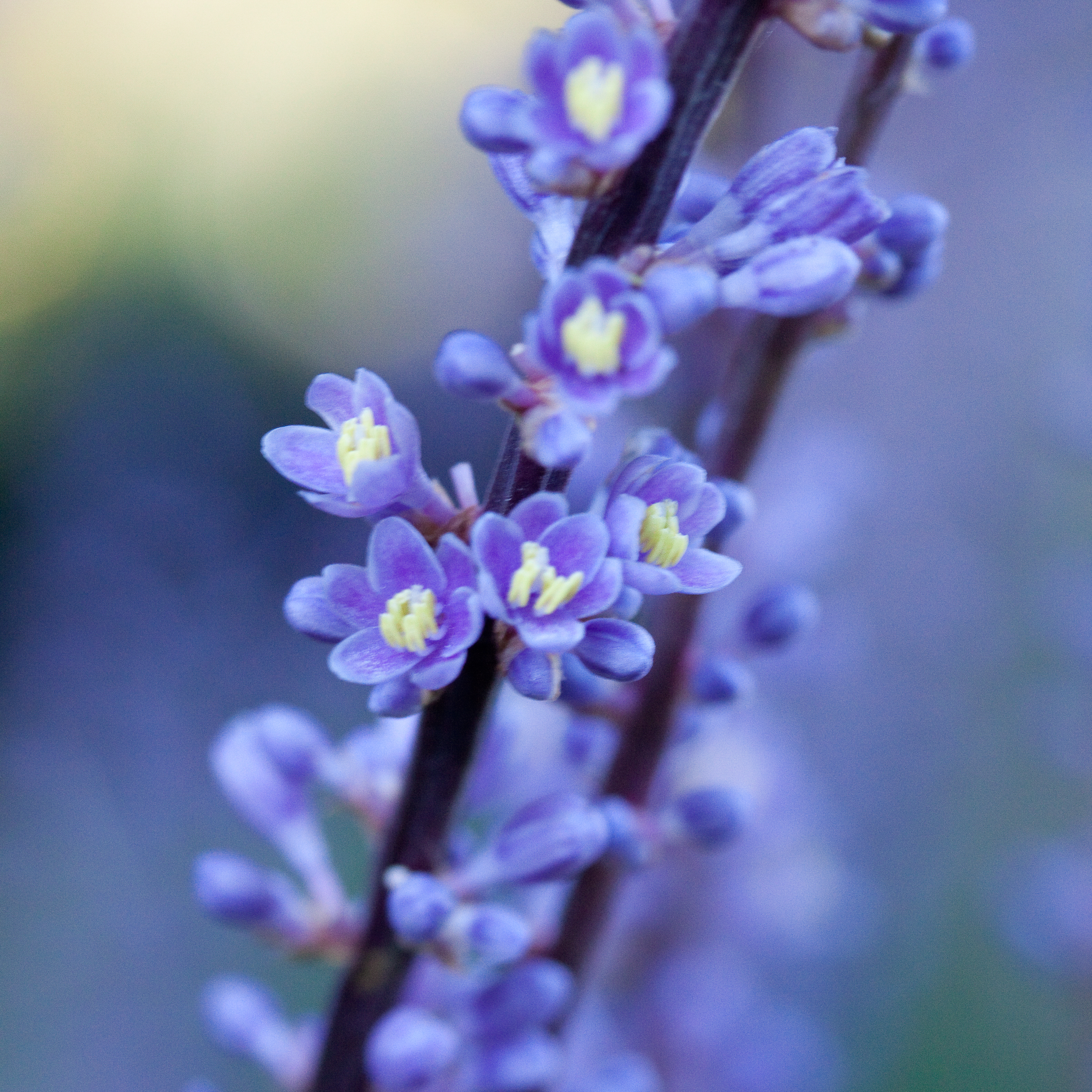
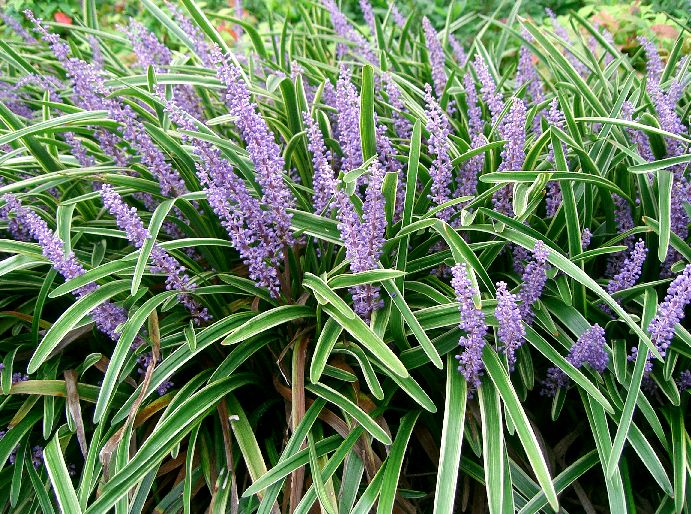
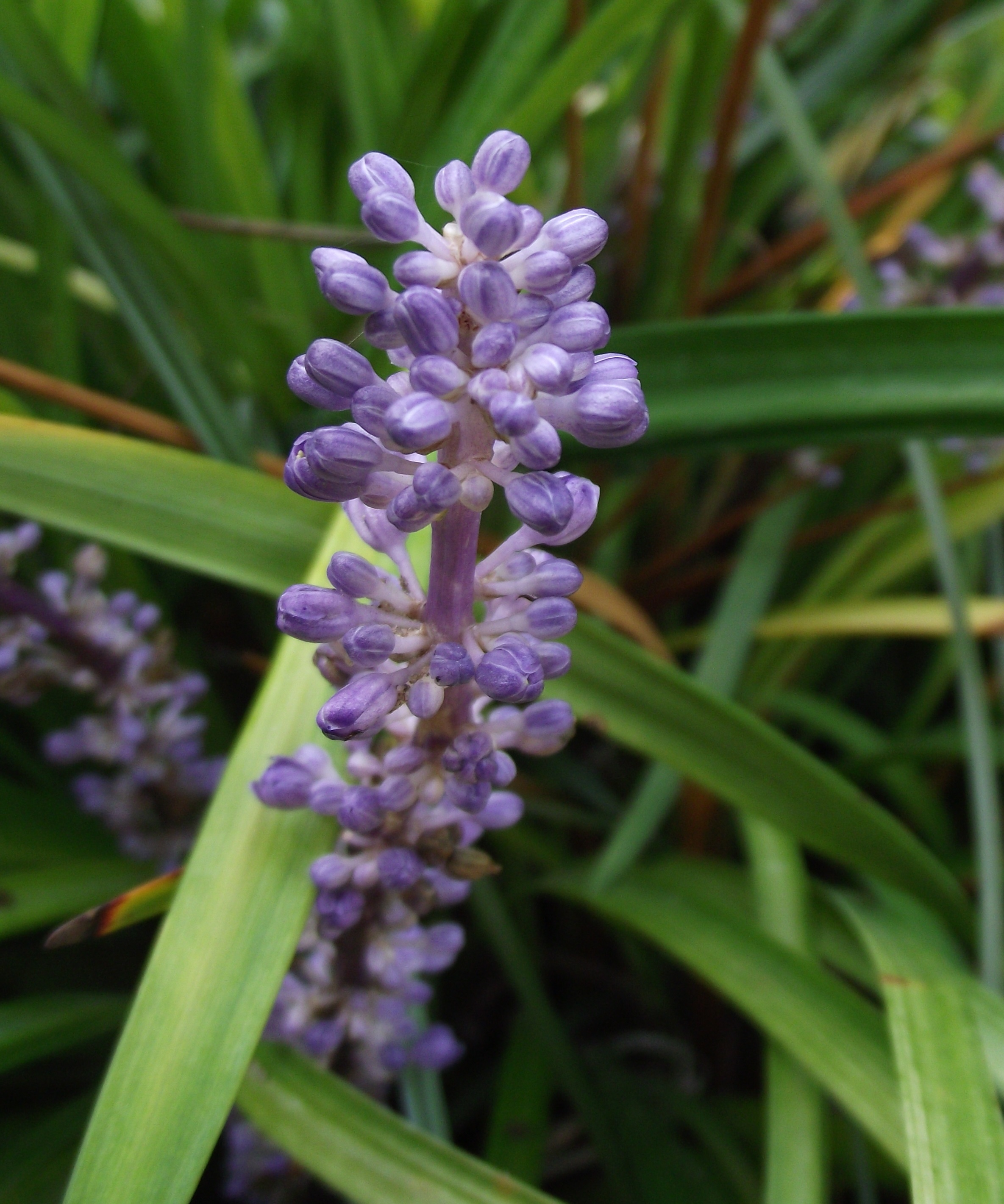